# DRACO (thérapeutique)
Pour les articles homonymes, voir Draco (homonymie).
DRACO ("Double-stranded RNA(ARN bicaténaire) Activated Caspase Oligomerizer") est une famille de molécules antivirales conçues et expérimentées au M.I.T. Massachusetts Institute of Technology par Todd H. Rider et ses collaborateurs.   DRACO est décrit comme étant actif vis-à-vis d'un grand nombre de virus pathogènes incluant des Flavivirus (virus de la dengue), Bunyavirus et Arenavirus (fièvres hémorragiques), Influenzavirus A sous-type H1N1 (grippe pandémique) et Rhinovirus (virus du rhume).  DRACO déclenche rapidement l'apoptose des cellules infectées avant la maturation du virus stoppant sa propagation sans affecter les cellules saines.

## Mécanisme d'action
Les DRACOs sont des molécules chimères associant deux constituants appartenant à deux processus naturels de défense de l'organisme contre les infections virales :
1. une phosphokinase appartenant au domaine de l'immunité innée, induite après la production d'interféron si des ARN bicaténaires d'origine virale (de plus d'une vingtaine de paires de bases) sont détectés dans le cytoplasme cellulaire.
2. un activateur de la chaine des caspases qui va provoquer la lyse cellulaire. Il peut s'agir d'activateur appartenant au domaine CARD (en anglais CAspase Recruitment Domain) comme Apaf-1 (Apoptotic peptidase activating factor 1), ou au domaine DED (Death Effector Domain) comme FADD (Fas-Associated protein with Death Domain).

Enfin s'ajoute une étiquette de transduction protéique, PTD (Protein Transduction Domain) ou TAT (Trans-Activator of Transcription), qui va permettre au DRACO de franchir la membrane cellulaire pour s'insinuer au sein du cytoplasme.

## Pharmacologie
DRACO ne présente aucune toxicité sur diverses lignées cellulaires provenant de la souris, du singe et de l'homme.
Dès 10 minutes de contact entre des cellules HeLa et DRACO, ce dernier peut être détecté dans le cytoplasme et y persister plus de sept jours après transfert des cellules dans un milieu sans DRACO.
Chez l'animal (souris adultes BALB/c), après injection de 2,5 mg, DRACO va persister au moins 48h dans le foie, les reins et les poumons.

## Activité thérapeutique
In vitro DRACO a montré son pouvoir protecteur sur des cultures cellulaires infectées par des virus à ARN mono ou bicaténaire, nus ou enveloppés, se répliquant dans le cytoplasme ou dans le noyau.
L'administration de DRACO, jusqu'à trois jours après inoculation intra-nasale de virus de la grippe A H1N1, protège des souris BALB/c quand un groupe de souris non traité a un taux de mortalité de 80 %.